# 蒙洛赞
蒙洛赞（法語：Montlauzun，法語發音：[mɔ̃lozœ̃]）是法国洛特省的一个市镇，属于卡奥尔区。

## 地理
蒙洛赞（44°17'35"N, 1°11'45"E）面积6.48 平方千米，位于法国奧克西塔尼大區洛特省，该省份为法国西南部内陆省份，北起顺时针与科雷兹省、康塔爾省、阿韦龙省、塔恩-加龙省、洛特-加龍省和多尔多涅省接壤。
与蒙洛赞接壤的市镇（或旧市镇、城区）包括：圣朱丽叶、特雷茹勒、白色凯尔西地区蒙屈克、凯尔西地区朗杜。

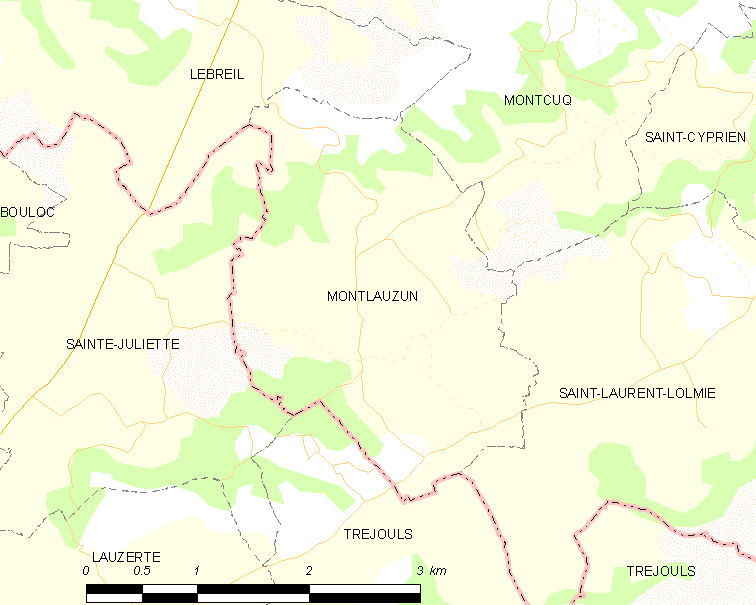
蒙洛赞的OSM定位图

蒙洛赞的时区为UTC+01:00、UTC+02:00（夏令时）。

## 行政
蒙洛赞的邮政编码为46800，INSEE市镇编码为46206。

## 政治
蒙洛赞所属的省级选区为吕泽什县。

## 人口

1962-2008年间蒙洛赞人口变化图示

蒙洛赞于2022年1月1日时的人口数量为121人。